# Оселя (село)
Осе́ля — село в Україні, у Яворівському районі Львівської області. Раніше називалось Селиська.

## Розташування
Село розташоване на заході області неподалік кордону з Польщею. Лежить над потічком Гучок на віддалі 15 км від Яворова і в 6 км від залізничної станції села Хоросниця, що на лінії Львів — Мостиська. Віддаль до обласного центра приблизно 50 км. Є постійний зв'язок з Яворовом та Львовом автобусом Львів — Оселя. На північ від села на віддалі 9 км проходить автотраса Київ — Краковець. Орган місцевого самоврядування — Рогізненська сільська рада. На пд.-сх. від села (5 км), серед лісів знаходиться хутір Дернаки, що входить до складу Оселі та складається з 38 дворів (140 мешканців).

## Населення
У селі є 270 дворів  із населенням близько 880 жителів. Національний склад — українці. Колись багато жителів села працювали  в колгоспі «Правда», на залізниці, на підприємствах Львова, на виробничому об'єднанні «Сірка», тепер у домашньому господарстві та на заробітках.

## З історії села
Перша письмова згадка про село Селиська є у польських документах  за 1376 рік. Мінялися власники села, серед яких  були  Рейнгольди, Шептицькі та ін. В 15 ст. у селі було 62 двори, 305 жителів, корчма і млин на одне колесо. У 1885р. на краю села новозбудовано католицький костел, який освятили 8 жовтня (зараз це дім молитви баптистів). В 1865р збудована мурована грекокатолицька церква Різдва Пресвятої Богородиці.
За часів австрійського панування в 1794 р. зроблено детальний опис маєтків  Яблоновських, у якім є відомості про Селиська (Центральний Держ іст. Архів у Львові, фонд 134, опис 1, стр 694 і далі). В селі в той час було 88 селянських господарств, жителі відробляли 2-3 дні панщини на тиждень. В Селиськах був панський фільварок (двір в Рогізно), ставок під Хоросницею, млин на 2 камені, на Дернаках  корчма, як і в селі. Рівень заможності селян був неоднаковий: одні мали 2-4 тяглові худоби, інші бідніші — комірники, загородники. Від заможності господарства  залежала тривалість панщини і розмір сплат для панського двору, бідніші були звільнені від них.
Скасована панщина, як і по всій Галичині, навесні 1848 р. Пам'яткою про цю подію є капличка в центрі села.
На початку 1970-их років у цьому населеному пункті (як подає російськомовний випуск «Історії міст і сіл Української РСР») було створено водойму для накопичення і скиду пластових та дренажних вод із Яворівського ГХК (ЯДГХП «Сірка»).

## Відомі люди
Музичний гурт Зорепад-Remix

### Народились
В поселенні народилась:
- Глова Степан Іванович (1959) — актор театру і кіно, народний артист України.
- Мирослава Каламуняк (1957) — українська підприємиця.
- Кіргач Ярослав Михайлович (1970) — актор Національного академічного українського драматичного театру імені Марії Заньковецької; Заслужений артист України.

### Померли
У селі помер:
- Маринович Микола — командант  міста ЛЬВОВА У ЛИСТОПАДІ 1918 РОКУ ,Начальник штабу украінських військ у Львові, помер і  похований у даному селі

## Райони села
Гурщина, Застав, Кульонія, Село(центр) та Кінець з гурбком

## Галерея

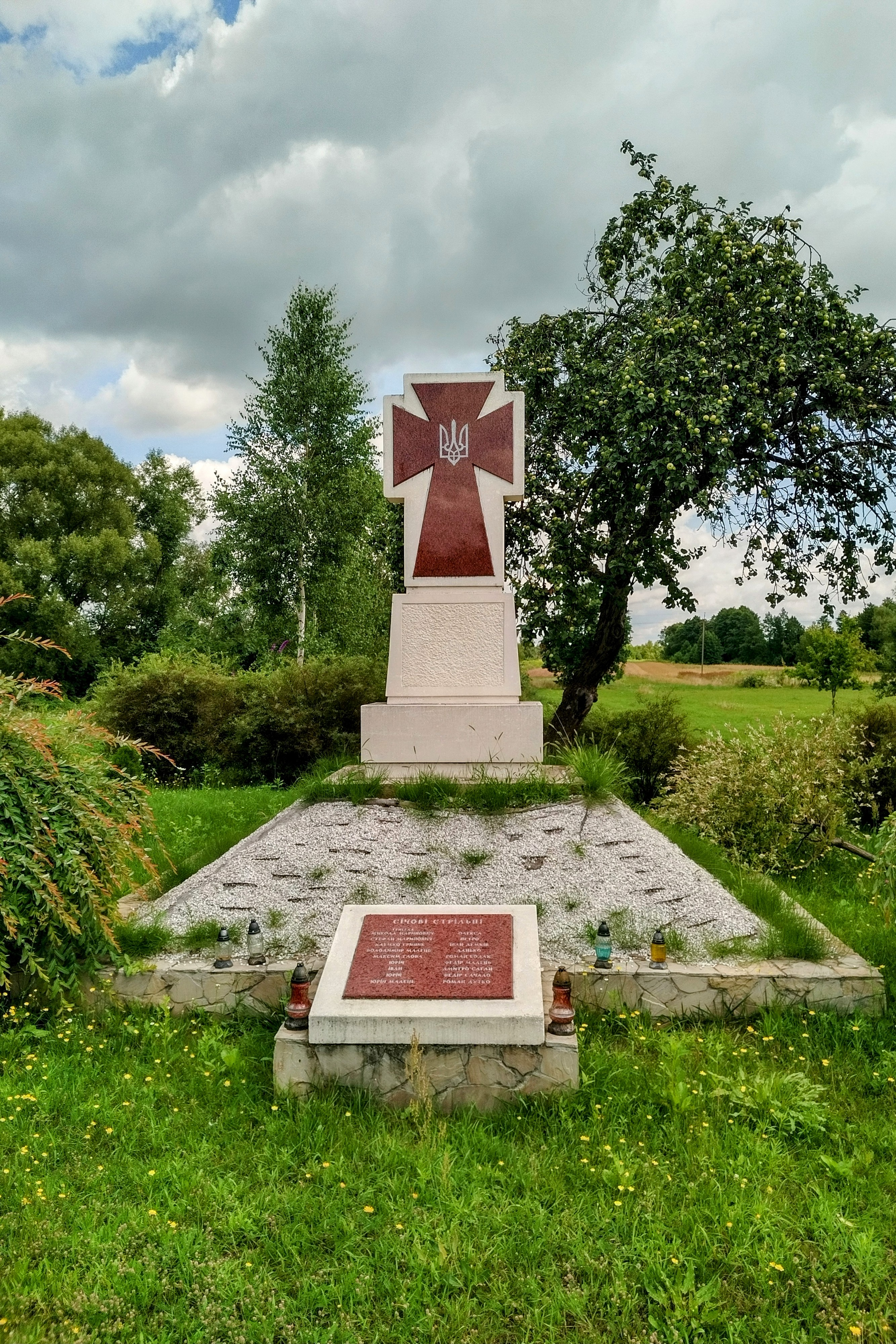
Меморіал Січовим стрільцям
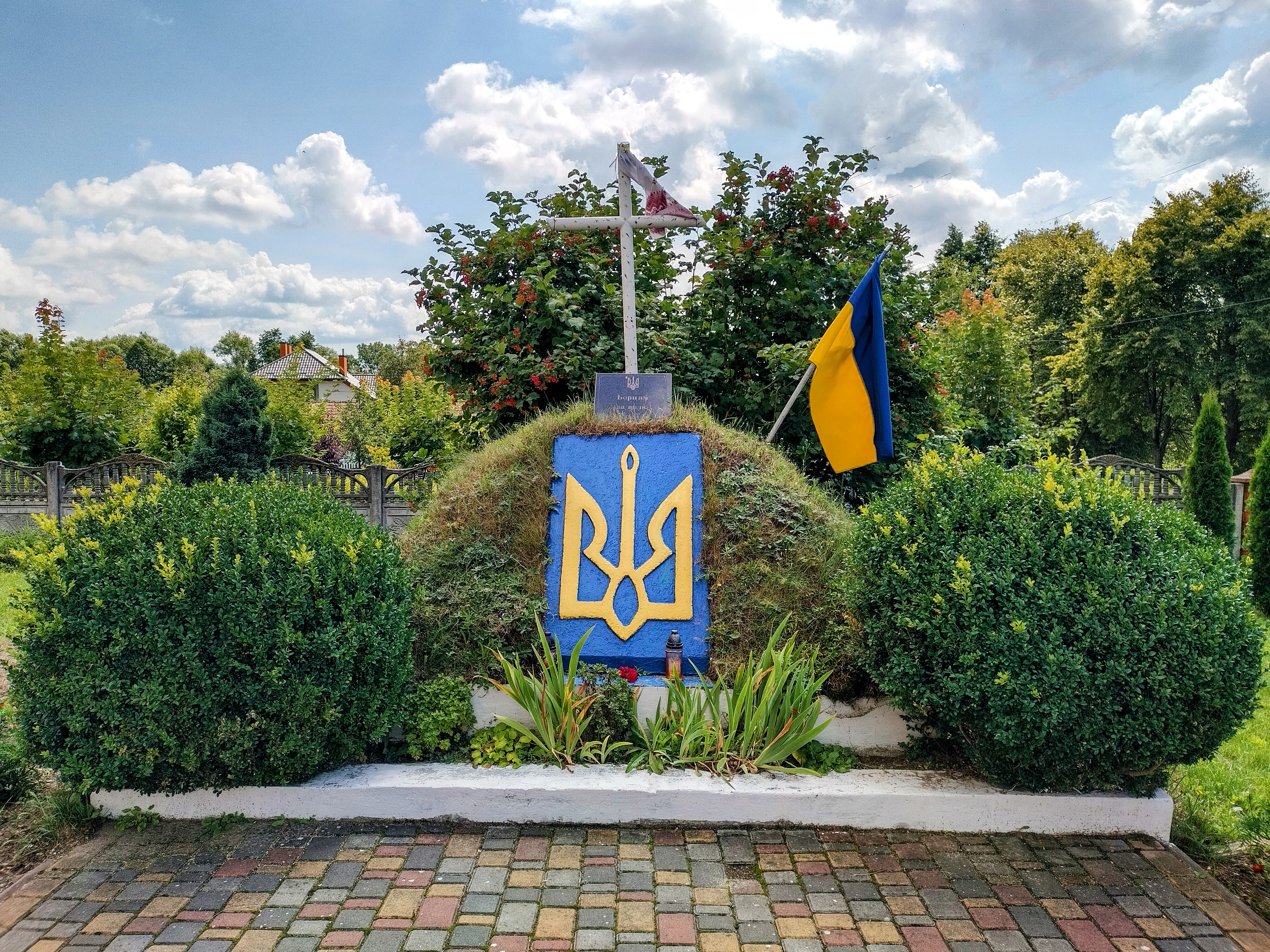
Меморіал "Борцям за волю України"
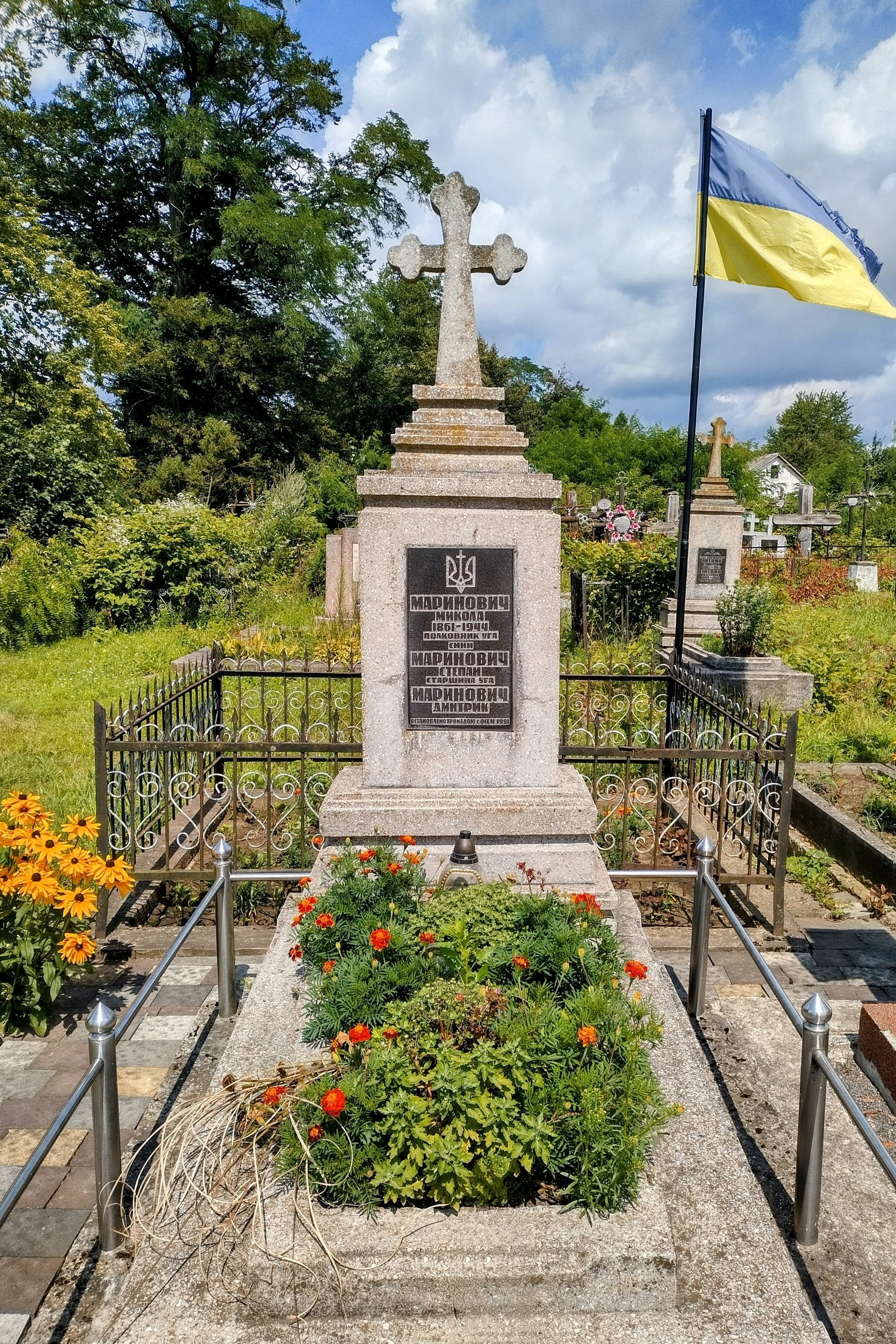
Могила полковника Миколи Мариновича
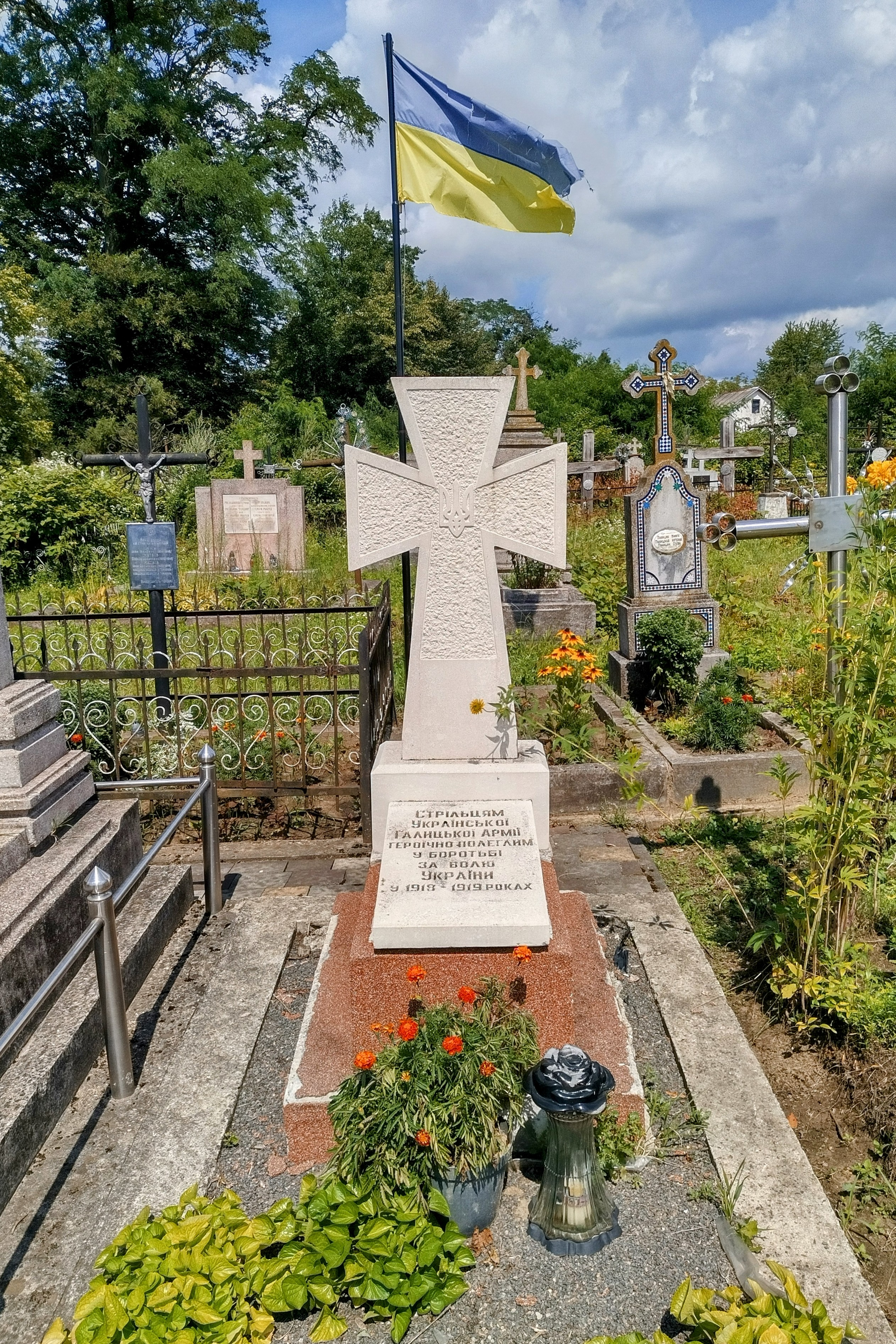
Меморіал стрільцям УГА